# Лутцау, Николай Александрович
Николай Александрович Лутцау (1853 — не ранее 1905) — русский военный и государственный деятель, генерал-лейтенант, Елизаветпольский губернатор (1900—1905).

## Биография
Родился в 1853 году. Немец по происхождению, вероисповедания православного. В чине подпоручика принял участие в в Русско-турецкой войне 1877—78 годов и за отличие был повышен до поручика (1878). В 1879—81 годах участвовал в завоевании Средней Азии. Штабс-капитан (1879), капитан (1881). 
В 1884—88 годах служил в Санкт-Петербурге в Главном штабе. В 1888 году был повышен до подполковника отправился в Мервский оазис где возглавил в качестве управляющего Мургабское государево имение. В 1890 году был снят с этой должности и выведен в запас, но уже в 1895 году возглавил Кавказский 2-й стрелковый батальон. С того же года — полковник. В 1900 году недолгое время командовал Миргородским 168-м пехотным полком, после чего в том же году был назначен и. д. Елизаветпольского (Гянджинского) губернатора. В 1903 году был повышен до генерал-майора и утверждён в этой должности. Оставался губернатором до августа 1905 года, когда был заменён. Возможно, в дальнейшем был произведён в генерал-лейтенанты. 
Сын — русский офицер-артиллерист, участник Первой мировой войны, поручик (на 1914 год) Виктор Николаевич Лутцау.

## Награды
Российские
- Орден Святого Станислава 3-й степени с мечами и бантом (1877)
- Орден Святой Анны 4-й степени (1878)
- Орден Святой Анны 3-й степени (1880)
- Орден Святого Владимира 4-й степени с мечами и бантом (1882)
- Золотое оружие «За храбрость» (1882).
- Орден Святого Станислава 2-й степени (1899)
- Орден Святого Владимира 3-й степени (1901)

Иностранные
- орден Льва и Солнца 4-й степени (Персия, 1882)
- орден Золотой Звезды 2-й степени (Бухарский эмират, 1900)

## Источник
Лутцау, Николай Александрович на сайте Офицеры РИА